# Lista chorążych reprezentacji Korei Południowej na igrzyskach olimpijskich
Lista chorążych reprezentacji Korei Południowej na igrzyskach olimpijskich – lista zawodników i zawodniczek reprezentacji Korei Południowej, którzy podczas ceremonii otwarcia nowożytnych igrzysk olimpijskich nieśli flagę Korei Południowej.

## Lista chorążych
| Lp. | Rok i miejsce        | Chorąży         | Dyscyplina            |
| --- | -------------------- | --------------- | --------------------- |
| 1   | 1948, Londyn         | Sohn Kee-chung  | Lekkoatletyka         |
| 2   | 1972, Monachium      | Kim Ji-hak      |                       |
| 3   | 1984, Los Angeles    | Ha Hyung-joo    | Judo                  |
| 4   | 1988, Calgary        | Hong Kun-pyo    | Biegi narciarskie     |
| 5   | 1988, Seul           | Cho Yong-chul   | Judo                  |
| 6   | 1992, Albertville    | Lee Yeong-ha    | Łyżwiarstwo szybkie   |
| 7   | 1994, Lillehammer    | Lee Joon-ho     | Short track           |
| 8   | 1996, Atlanta        | Choi Cheon-sik  | Siatkówka             |
| 9   | 1998, Nagano         | Hur Seung-wook  | Narciarstwo alpejskie |
| 10  | 2000, Sydney         | Jeong Eun-sun   | Koszykówka            |
| 11  | 2002, Salt Lake City | Hur Seung-wook  | Narciarstwo alpejskie |
| 12  | 2004, Ateny          | Gu Min-jeong    | Siatkówka             |
| 13  | 2006, Turyn          | Lee Bo-ra       | Łyżwiarstwo szybkie   |
| 14  | 2008, Pekin          | Jang Sung-ho    | Judo                  |
| 15  | 2010, Vancouver      | Kang Kwang-bae  | Bobsleje              |
| 16  | 2012, Londyn         | Yoon Kyung-shin | Piłka ręczna          |
| 17  | 2014, Soczi          | Lee Kyu-hyeok   | Łyżwiarstwo szybkie   |
| 18  | 2016, Rio            | Gu Bon-gil      | Szermierka            |
| 19  | 2020, Tokio          | Kim Yeon-koung  | Siatkówka             |
| 19  | 2020, Tokio          | Hwang Sun-woo   | Pływanie              |